# Вэйсянь (Ханьдань)
Вэйся́нь (кит. упр. (魏县, пиньинь Wèi xiàn) — уезд городского округа Ханьдань провинции Хэбэй (КНР).

## История
Во времена Враждующих царств эти места находились в составе царства Вэй. При империи Хань в 195 году до н.э. был создан уезд Вэйсянь. При империи Северная Вэй в 497 году из него был выделен уезд Чанлэ (昌乐县). При империи Северная Ци в 557 году уезд Вэйсянь был присоединён к уезду Чанлэ.
При империи Суй в 586 году уезд Вэйсянь был создан вновь. В 596 году из уезда Вэйсянь был выделен уезд Чжанъинь (漳阴县), который в 605 году был вновь присоединён к уезду Вэйсянь. При империи Тан в 621 году уезд Чжанъинь был создан вновь, но в 627 году опять был присоединён к уезду Вэйсянь.
При чжурчжэньской империи Цзинь в 1167 году северная часть уезда Вэйсянь была выделена в уезд Гуанпин.
При империи Мин в 1377 году уезд Дамин был присоединён к уезду Вэйсянь, но в 1398 году был выделен вновь.
При империи Цин в 1757 году уезд Вэйсянь был разделён между уездами Дамин и Юаньчэн.
Уезд Вэйсянь был вновь создан в июне 1940 года. В 1949 году был создан Специальный район Ханьдань (邯郸专区), и уезд вошёл в его состав. В 1958 году уезд Вэйсянь был присоединён к уезду Дамин, но в 1961 году восстановлен в прежних границах. В 1970 году Специальный район Ханьдань был переименован в Округ Ханьдань (邯郸地区). В июне 1993 года округ Ханьдань и город Ханьдань были расформированы, и образован Городской округ Ханьдань.

## Административное деление
Уезд Вэйсянь делится на 10 посёлков и 11 волостей.